# عملية أناكوندا (البرازيل)
عملية أناكوندا نفذت في عام 2003 من قبل الشرطة البرازيلية الاتحادية لتفكيك مخطط بيع الأحكام المكتشفة في ولاية ساو باولو البرازيل. شاركت في عملية الفساد والتزوير غسيل الأموال: القاضي الفيدرالي السابق جواو كارلوس دا روشا ماتوس والوكيل الفيدرالي سيزار هيرمان رودريغيز والمندوب الفيدرالي خوسيه أوغستو بيليني والمحامي والمندوب الفيدرالي السابق خورخي لويز بيزيرا دا سيلفا والمدقق المالي نورما ريجينا إميليو كونها ومدقق ضرائب متقاعد وزوجة سابقة للقاضي روشا ماتوس والمحامي كارلوس ألبرتو دا كوستا سيلفا والمحامي أفونسو باساريللي فيلهو.
واعتبرت من أكبر فضائح القضاء في البلاد.

## روشا ماتوس
اتُهم القاضي السابق روشا ماتوس بأنه المرشد الرئيسية للتنظيم الإجرامي. اعتقل في 2003 وحُكم عليه بالسجن 12 عامًا بتهمة التآمر والافتراء وإساءة استخدام السلطة، أمضى قرابة 8 سنوات في السجن وانتقل إلى الإقامة الجبرية في أبريل 2011. وحُكم عليه مرة أخرى في أبريل 2015 بالسجن 17 عامًا بتهمة غسل الأموال والتهرب الضريبي. من بين المخالفات المشار إليها في الجملة حركة ملايين الدولارات بدون مصدر معلن في حساب في سويسرا.
في 8 أكتوبر 2015 أفاد المدعي العام للجمهورية أنه أعاد 19.4 مليون دولار أمريكي (77.5 مليون ريال برازيلي وفقًا لحسابات المحكمة) أودعته روشا ماتوس في سويسرا. تم إيداع المبلغ في الحساب الفردي للخزانة الوطنية.